# Caginec
Caginec is een plaats in de gemeente Ivanić-Grad in de Kroatische provincie Zagreb. De plaats telt 605 inwoners (2001).